# Asilus okinawensis
Asilus okinawensis là một loài ruồi trong họ Asilidae. Asilus okinawensis được Matsumura miêu tả năm 1916. Loài này phân bố ở vùng Cổ Bắc giới và châu Á.